# Lambeth
Lambeth – dzielnica południowej części Londynu, leżąca w gminie London Borough of Lambeth. Lambeth jest wspomniana w Domesday Book (1086) jako Lanchei.